# Lasiopogon zonatus
Lasiopogon zonatus là một loài ruồi trong họ Asilidae. Lasiopogon zonatus được Cole & Wilcox miêu tả năm 1938. Loài này phân bố ở vùng Tân Bắc giới.